# Nicoletta Favero
Nicoletta Favero (Biella, 4 dicembre 1955) è una politica italiana.

## Biografia
Nata a Biella, frequenta le scuole nell’omonima città e diventa maestra di scuola primaria. 
Inizia la sua carriera politica in consiglio di circoscrizione e in consiglio comunale dal 1999 al 2013, prima con La Margherita, poi con il Partito Democratico. Nel 2004 diventa assessore del comune di Biella nella giunta di Vittorio Barazzotto.

### Elezione a senatore
Alle elezioni politiche del 2013 viene eletta al Senato della Repubblica nelle liste del Partito Democratico per la circoscrizione Piemonte.
Nel 2018 è candidata dalla coalizione di centrosinistra alla Camera dei deputati nel collegio uninominale Piemonte 2 - 03 (Biella), ma si attesta in terza posizione con il 22,63%, alle spalle di Andrea Delmastro Delle Vedove (47,10%) e per il centrodestra e di Emanuele Alberto Cutellè per il Movimento 5 Stelle (23,81%), non risultando eletta.